# 香宗我部秀通
香宗我部 秀通（こうそかべ ひでみち）は、戦国時代の武将。土佐国の国人。

## 生涯
永正7年（1510年）、土佐国香美郡東南部の国人・香宗我部通長の次男として誕生。兄に親秀がいる。
大永6年（1526年）、兄・親秀の嫡男である秀義が安芸氏との合戦で戦死したため、親秀の養子に迎えられて家督を継いだ。
ところが香宗我部氏は次第に衰退していき、親秀は自家の再興を図るために勢力を拡大していた長宗我部国親の3男・親泰を新たに養子に迎えて秀通を隠居させようとした。これに対し秀通は自らに実子があることなどを理由にして親泰の入嗣を反対して親秀と対立。そのため親秀は家臣に秀通の暗殺を指示し、弘治2年（1556年）10月21日に殺害された。享年47。秀通の死後、家督は親泰が継ぐことになった。
なお、秀通の嫡男・泰吉は親秀に庇護されて中山田姓を名乗り、家老として活躍した。

## 墓所
高知県香南市野市町の香美神社に隣接した墓地に設けられている。また、秀通に殉死した家臣も葬られている。明治26年（1893年）、子孫である武田秀山によって「香宗我部秀通公碑」と題した石碑が建立された。秀山も死後、同地に葬られている。